# Heikki Savolainen
Heikki Ilmari Savolainen  (ur. 28 września 1907 w Joensuu, zm. 29 listopada 1997 w Kajaani) – fiński gimnastyk. Wielokrotny medalista olimpijski.
Na igrzyskach debiutował w Amsterdamie w 1928, ostatni raz wystąpił w Helsinkach 24 lata później. Za każdym razem, podczas pięciu startów, zdobywał medale (łącznie dziewięć). Największe sukcesy odnosił w 1948 w Londynie, kiedy to zdobył 2 złote medale. Cztery lata później w imieniu sportowców, składał ślubowanie olimpijskie podczas ceremonii otwarcia.
W 1939 ukończył medycynę. W 2004 został uhonorowany miejscem w Hall of Fame Gimnastyki.

## Starty olimpijskie
Amsterdam 1928
- koń z łękami - brąz

Los Angeles 1932
- drążek - srebro
- wielobój, drużyna, poręcze - brąz

Berlin 1936
- drużyna - brąz

Londyn 1948
- koń z łękami, drużyna - złoto

Helsinki 1952
- drużyna - brąz